# Manuel de Pedro
Manuel de Pedro (Zaragoza, 12 de septiembre de 1939 - Catia La Mar, 18 de diciembre de 2023) fue un cineasta español afincado en Venezuela.

## Biografía
Manuel de Pedro estudió filosofía en la Universidad Pontificia Comillas, posteriormente estudió cine en la Universidad Northwestern, en Chicago.
Su carrera comenzó a finales de los años 60 con el cortometraje de ficción Misa criolla (1967). Emigró a Venezuela en los 70. Empezó su carrera cinematográfica trabajando con Bolívar Films y más tarde en su propia compañía Cochano Films, con su socio y gran amigo Juvenal Herrera.
Dirigió películas como Juan Vicente Gómez y su época (1975), muy aclamado por la crítica, En las selvas de Guayana, Iniciación de un shamán, Trampa para un gato, En Sabana Grande siempre es de día, así como documentales sobre artistas como Carlos Cruz-Diez, Francisco Narváez y Vicente Emilio Sojo. También dirigió la telenovela Ka Ina, transmitida por Venevisión.
Fue profesor titular del Departamento de Dirección de Cine durante treinta años en la Escuela de Artes de la Universidad Central de Venezuela.

## Legado
Sus películas Juan Vicente Gómez y su época (1975) e Iniciación de un shamán (1980) fueron votadas como unas de las mejores películas venezolanas de todos los tiempos con en una encuesta de 1987 a 29 expertos organizada por la revista Imagen.Iniciación de un shamán también forma parte de una de las 15 películas consideradas patrimonio cinematográfico de Venezuela por la UNESCO, e incluida en el Programa Memoria del Mundo.

## Filmografía
- Trampa para un gato (1994)
- En Sabana Grande siempre es de día (1988)
- Un solo pueblo (1985)
- Indagación de la imagen (1981)
- Iniciación de un shamán (1980)
- Juan Vicente Gómez y su época (1975)